# Joseph Anton Wolfgang Forsboom
Joseph Anton Wolfgang Forsboom (auch Forsboom-Bolongaro) (* 3. August 1817 in Frankfurt am Main; † 12. Dezember 1871 ebenda) war ein Politiker der Freien Stadt Frankfurt.
Joseph Anton Wolfgang Forsboom war der Sohn des Tabakfabrikanten und Mitglieds der Gesetzgebenden Versammlung der Freien Stadt Frankfurt 1832–1839 Joseph Anton Franz Maria Forsboom-Goldner (* 1794; † 1839) und dessen Ehefrau Antoinette Maria Friederike Ernestine (* 16. Januar 1795 in Offenbach; † 12. Juni 1816), der Tochter von Wolfgang von Goldner.
Forsboom war Handelsmann (Firma Franz Forsboom Söhne) in Frankfurt am Main. Von 1853 bis 1865 war er als Senator Mitglied im Senat der Freien Stadt Frankfurt. Er gehörte dem Gesetzgebenden Körper 1852 bis 1856 an. 1863 und 1866 war er Jüngerer Bürgermeister.